# 나가와역
나가와역(일본어: 長和駅)은 일본 홋카이도 다테시에 위치한 홋카이도 여객철도 무로란 본선의 철도역이다. 역 번호는 H39이며, 단선 · 섬식의 형태를 합친 2면 3선 구조의 복합 승강장을 갖춘 지상역이다.

## 이용 현황
| 승차 인원 추이 | 승차 인원 추이 |
| 연도           | 1일 평균       |
| -------------- | -------------- |
| 1981           | 106            |
| 1992           | 150            |
| 2005           | 31             |
| 2006           | 71             |
| 2007           | 61             |
| 2008           | 72             |
| 2009           | 57             |
| 2010           | 66             |
| 2011           | 83             |

## 역 주변
- 국도 제37호선 · 국도 제453호선
- 다테 화력 발전소
- 오사루 강

## 역사
- 1928년 9월 10일 : 일본국유철도 오사와 선 시즈카리 역 - 다테몬베쓰 역 간 개통에 수반해 오사루역으로서 개업. 일반역.
- 1931년 4월 1일 : 나가와 선을 무로란 본선에 편입, 그것에 수반해 이 선의 역이 된다.
- 1957년 6월 : 홋카이도 사철 광업(1965년에 기타히시 산업에 합병)다테 공장의 조업 개시에 수반해, 전용선 사용 개시.
- 1959년 10월 1일 : 나가와역으로 개칭.
- 1969년 7월 : 기타히시 산업 다테 공장 부지에 니켈 정련의 시무라 화공(현·S사이언스)다테 공장이 진출, 전용선도 승계.
- 1980년 5월 15일 : 화물 · 소화물 취급 폐지, 무인화.
- 1987년 4월 1일 : 일본국유철도 분할 민영화에 의해, 홋카이도 여객철도가 승계.
- 1989년 : 역사 개축.
- 시기 불명 : 간이 위탁 폐지, 완전 무인화.

## 인접 역
| 홋카이도 여객철도 무로란 본선 | 홋카이도 여객철도 무로란 본선 | 홋카이도 여객철도 무로란 본선            |
| ----------------------------- | ----------------------------- | ---------------------------------------- |
| H 40 우스 오샤만베 방면       | ■ 무로란 본선                 | 다테몬베쓰 H 38 무로란 · 도마코마이 방면 |